# Megatoma ampla
Megatoma ampla är en skalbaggsart som först beskrevs av Thomas Casey 1900.  Megatoma ampla ingår i släktet Megatoma och familjen ängrar. Inga underarter finns listade i Catalogue of Life.